# Fraccionamiento Villas la Salud
Fraccionamiento Villas la Salud är en ort i Mexiko.   Den ligger i kommunen Villagrán och delstaten Guanajuato, i den centrala delen av landet, 220 km nordväst om huvudstaden Mexico City. Fraccionamiento Villas la Salud ligger 1 746 meter över havet och antalet invånare är 224.
Terrängen runt Fraccionamiento Villas la Salud är platt åt nordväst, men åt sydost är den kuperad. Runt Fraccionamiento Villas la Salud är det tätbefolkat, med 613 invånare per kvadratkilometer. Närmaste större samhälle är Celaya, 10,4 km öster om Fraccionamiento Villas la Salud. Omgivningarna runt Fraccionamiento Villas la Salud är en mosaik av jordbruksmark och naturlig växtlighet.